# Qatar-3b
Qatar-3b أو قطر-3بي هو مشتري حار الذي يدور حول نجم قطر -3. يدور كل 2.5 أيام. تم اكتشافه في عام 2016 من قِبل برنامج مسح قطر للبحث عن الكواكب خارج المجموعة الشمسية (QES) .